# Ézanville
Ézanville és un municipi francès, situat al departament de Val-d'Oise i a la regió de Illa de França. L'any 2007 tenia 9.113 habitants.
Forma part del cantó de Fosses, del districte de Sarcelles i de la Comunitat d'aglomeració Plaine Vallée.

## Demografia

### Població
El 2007 la població de fet d'Ézanville era de 9.113 persones. Hi havia 3.484 famílies, de les quals 912 eren unipersonals (297 homes vivint sols i 615 dones vivint soles), 874 parelles sense fills, 1.352 parelles amb fills i 346 famílies monoparentals amb fills.
La població ha evolucionat segons el següent gràfic:
Habitants censats

### Habitatges
El 2007 hi havia 3.614 habitatges, 3.537 eren l'habitatge principal de la família, 18 eren segones residències i 58 estaven desocupats. 1.744 eren cases i 1.839 eren apartaments. Dels 3.537 habitatges principals, 2.396 estaven ocupats pels seus propietaris, 1.060 estaven llogats i ocupats pels llogaters i 81 estaven cedits a títol gratuït; 188 tenien una cambra, 267 en tenien dues, 908 en tenien tres, 1.091 en tenien quatre i 1.084 en tenien cinc o més. 2.487 habitatges disposaven pel capbaix d'una plaça de pàrquing. A 1.815 habitatges hi havia un automòbil i a 1.186 n'hi havia dos o més.

### Piràmide de població
La piràmide de població per edats i sexe el 2009 era:
| Homes | Edats   | Dones |
| ----- | ------- | ----- |
| 0     | 95 o +  | 8     |
| 0     | 90 a 94 | 36    |
| 20    | 85 a 89 | 52    |
| 56    | 80 a 84 | 96    |
| 84    | 75 a 79 | 164   |
| 104   | 70 a 74 | 184   |
| 152   | 65 a 69 | 176   |
| 160   | 60 a 64 | 136   |
| 208   | 55 a 59 | 228   |
| 280   | 50 a 54 | 304   |
| 312   | 45 a 49 | 388   |
| 344   | 40 a 44 | 340   |
| 312   | 35 a 39 | 372   |
| 312   | 30 a 34 | 372   |
| 272   | 25 a 29 | 296   |
| 324   | 20 a 24 | 252   |
| 313   | 15 a 19 | 328   |
| 372   | 10 a 14 | 356   |
| 336   | 5 a 9   | 312   |
| 204   | 0 a 4   | 236   |

## Economia
El 2007 la població en edat de treballar era de 6.214 persones, 4.681 eren actives i 1.533 eren inactives. De les 4.681 persones actives 4.212 estaven ocupades (2.101 homes i 2.111 dones) i 468 estaven aturades (220 homes i 248 dones). De les 1.533 persones inactives 478 estaven jubilades, 689 estaven estudiant i 366 estaven classificades com a «altres inactius».

### Ingressos
El 2009 a Ézanville hi havia 3.488 unitats fiscals que integraven 8.976,5 persones, la mediana anual d'ingressos fiscals per persona era de 22.674 €.

### Activitats econòmiques
Dels 283 establiments que hi havia el 2007, 1 era d'una empresa extractiva, 4 d'empreses alimentàries, 1 d'una empresa de fabricació de material elèctric, 1 d'una empresa de fabricació d'elements pel transport, 7 d'empreses de fabricació d'altres productes industrials, 44 d'empreses de construcció, 64 d'empreses de comerç i reparació d'automòbils, 14 d'empreses de transport, 15 d'empreses d'hostatgeria i restauració, 6 d'empreses d'informació i comunicació, 12 d'empreses financeres, 8 d'empreses immobiliàries, 43 d'empreses de serveis, 44 d'entitats de l'administració pública i 19 d'empreses classificades com a «altres activitats de serveis».
Dels 73 establiments de servei als particulars que hi havia el 2009, 1 era una oficina d'administració d'Hisenda pública, 1 oficina de correu, 3 oficines bancàries, 6 tallers de reparació d'automòbils i de material agrícola, 1 establiment de lloguer de cotxes, 1 autoescola, 4 paletes, 3 guixaires pintors, 9 fusteries, 10 lampisteries, 7 electricistes, 1 empresa de construcció, 4 perruqueries, 2 veterinaris, 13 restaurants, 4 agències immobiliàries, 1 tintoreria i 2 salons de bellesa.
Dels 30 establiments comercials que hi havia el 2009, 1 era un supermercat, 1 una botiga de més de 120 m², 4 fleques, 1 una fleca, 1 una carnisseria, 1 una peixateria, 3 botigues de roba, 5 botigues d'equipament de la llar, 1 una sabateria, 10 botigues de mobles, 1 una botiga de material de revestiment de parets i terra i 1 una joieria.
L'any 2000 a Ézanville hi havia 4 explotacions agrícoles.

## Equipaments sanitaris i escolars
El 2009 hi havia 4 farmàcies i 1 ambulància.
El 2009 hi havia 3 escoles maternals i 4 escoles elementals. Ézanville disposava d'un col·legi d'educació secundària amb 377 alumnes.

## Poblacions més properes
El següent diagrama mostra les poblacions més properes.